# Wilhelm Westphal (bispo)

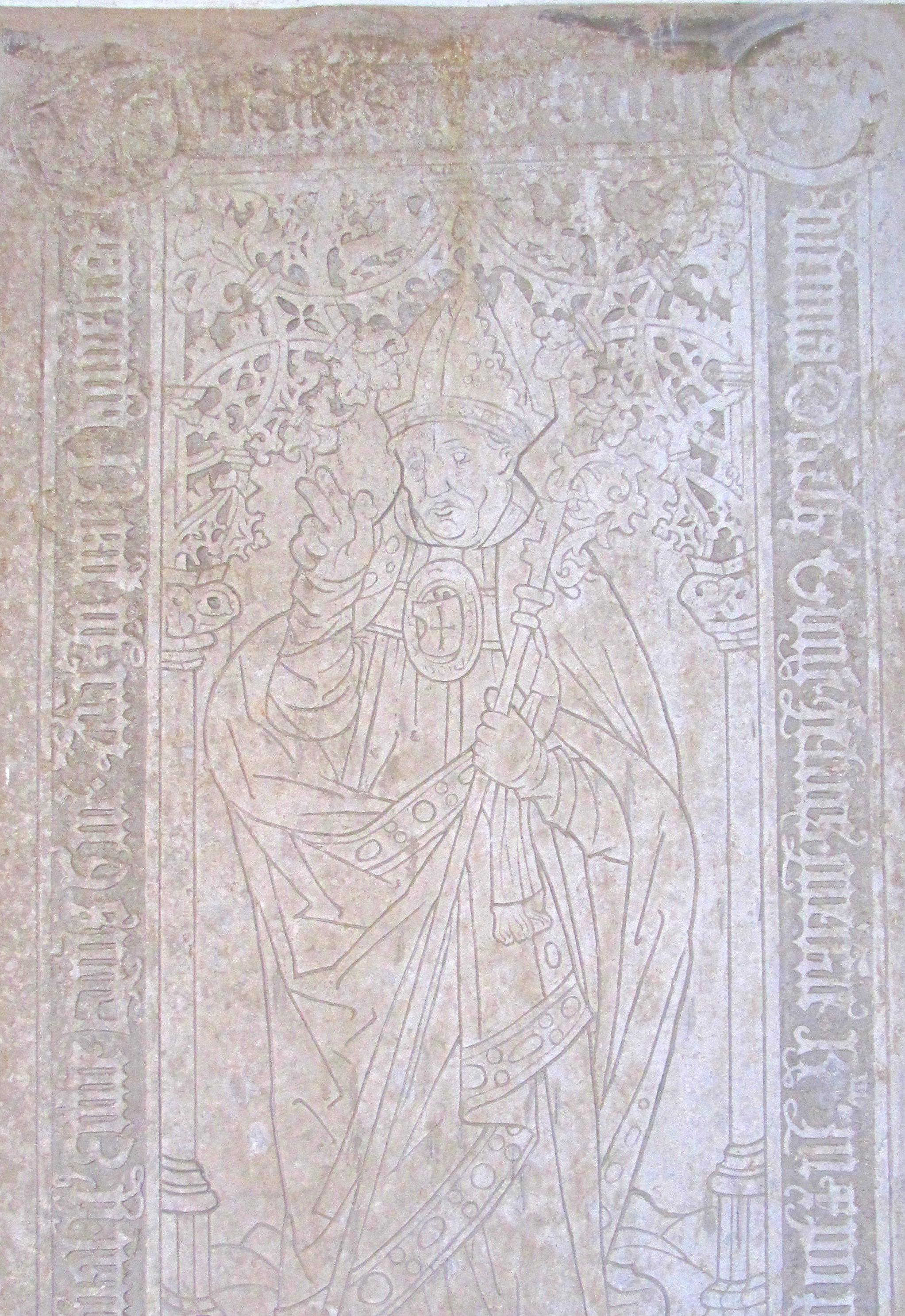
Lápide de Wilhelm Westphal

Wilhelm Westphal, também Westval (Lübeck, 1443 — Lübeck, 31 de dezembro de 1509) foi um bispo alemão do bispado de Lübeck.

## Vida
Filho do prefeito Johann Westphal e de Margaretha von Calven. Matriculou-se em 2 de maio de 1457 na Universidade de Rostock, onde obteve no semestre de inverno 1459/60 o grau acadêmico de bacharel das artes liberais.. Foi capítulo em Lübeck, foi por curto período arquidiácono em Stargard e depois propst en Lübeck. Em 30 de agosto de 1506 foi eleito bispo de Lübeck. Em 27 de novembro recebeu a confirmação papal e em 22 de agosto de 1507 a ordenação. Abençoou em 1508 o St.-Annen-Kloster Lübeck, mas atuou de forma acanhada durante seu cargo,e após morrer foi sepultado no coro da Catedral de Lübeck. Sua lápide